# Виржиньюс, Алан
Ала́н Виржинью́с (фр. Alan Virginius; род. 3 января 2003, Суази-су-Монморанси) — французский футболист, нападающий клуба «Лилль», выступающий на правах аренды за клуб «Янг Бойз».

## Клубная карьера
Виржиньюс — воспитанник клубов «Суази-Андийи-Маржанси», «Энтенте» и «Сошо». 19 сентября 2020 года в матче против «Родеза» он дебютировал в Лиге 2 в составе последнего. 5 декабря в поединке против «Нанси» Алан забил свой первый гол за «Сошо». Летом 2022 года Виржиньюс перешёл в «Лилль». Сумма трансфера составила 4 млн. евро. 21 августа в матче против «Пари Сен-Жермен» он дебютировал в Лиге 1. 15 января 2023 года в поединке против «Труа» Алан забил свой первый гол за «Лилль».
В начале 2024 года Виржиньюс на правах аренды перешёл в «Клермон». 14 января в матче против «Нанта» он дебютировал за новый клуб.
3 августа 2024 года Виржиньюс перешёл в «Янг Бойз» на правах аренды. 17 августа в матче Кубка Швейцарии против «Принс-Нендаз» он дебютировал за новый клуб и отличился хет-триком.
27 августа Виржиньюс дебютировал в еврокубках, выйдя на замену в матче плей-офф квалификации Лиги Чемпионов против «Галатасарая». Алан забил гол на 88 минуте матча и помог своему клубу уверенно выйти в общий этап Лиги Чемпионов.

## Международная карьера
В 2022 году в составе юношеской сборной Франции Виржиньюс принял участие в юношеском чемпионате Европы в Израиле. На турнире он сыграл в матчах против команд Словакии, Румынии, Италии и Израиля. В поединках против словаков и израильтян Алан забил три гола.